# Koninklijke Belgische Handbal Bond
De Koninklijke Belgische Handbal Bond (KBHB), in het Frans Union royale belge de handball (URBH) en in het Duits Königlicher Belgischer Handballverband (KBHV), is de federatie voor handbal in België. De KBHB is lid van de Internationale Handbalfederatie. 

## Geschiedenis
Handbal werd voor het eerst gespeeld in de provincie Luik met de Luikse Jules Devlieger die de sport ontdekte in Praag in 1921 in het gezelschap van Clement Lambinon en Joseph Demaret. Alle drie hebben ze bijgedragen aan de ontwikkeling van de sport, eerst in de provincie Luik en dan in heel België. In 1956 richtten de drie mannen de Belgische Handbalunie op. In april 1958 werd door 21 clubs de Belgische Handbalbond opgericht. Deze bond organiseerde de officiële competitie zaalhandbal of handbal met zeven. In de andere maanden werd verder veldhandbal of handbal met elf gespeeld.
De federatie werd in 1977 verdeeld in twee federaties; de Ligue Francophone de Handball (LFH) voor Franstalige en Duitstalige clubs en Vlaamse Handbalvereniging (VHV) voor de Vlaamse clubs.